# نمانیا میلتیچ (بازیکن فوتبال، زاده ژوئیه ۱۹۹۱)
نمانیا میلتیچ (سیریلیک صربی: Немања Милетић؛ زادهٔ ۲۶ ژوئیهٔ ۱۹۹۱) بازیکن فوتبال اهل صربستان است.
از باشگاه‌هایی که در آن بازی کرده‌است می‌توان به باشگاه فوتبال ستاره سرخ بلگراد اشاره کرد.
وی همچنین در تیم ملی فوتبال صربستان بازی کرده‌است.